# Guatemala nos Jogos Olímpicos de Verão de 1984
A Guatemala competiu nos Jogos Olímpicos de Verão de 1984 em Los Angeles, Estados Unidos.

## Resultados por Evento

### Atletismo
400 m masculino
- Alberto Lopez-Davila
  - Eliminatórias — 52.21 (→ não avançou)

Decatlo masculino
- Angel Díaz
  - Final Result — 6342 pontos (→ 24º lugar)

Marcha atlética 20 km masculina
- José Victor Alonzo
  - Final — 1:35:32 (→ 34º lugar)

Marcha atlética 50 km masculina
- José Víctor Alonzo
  - Final — 4:36:35 (→ 17º lugar)

### Boxe
Peso Mosca-ligeiro (– 48 kg)
- Carlos Motta
  - Primeira Rodada — Derrotou Mustafa Genç (TUR), 5:0
  - Segunda Rodada — DerrotouDaniel Mwangi (KEN), 4:1
  - Quartas-de-final — Perdeu para Marcelino Bolivar (VEN), 0:5

### Natação
100 m masculino
- Rodrigo Leal
  - Eliminatórias — 56.80 (→ não avançou, 58º lugar)

- Ernesto-José Degenhart
  - Eliminatórias — 57.20 (→ não avançou, 60º lugar)

200 m masculino
- Roberto Granados
  - Eliminatórias — 2:05.21 (→ não avançou, 50º lugar)

- Rodrigo Leal
  - Eliminatórias — 2:05.96 (→ não avançou, 51º lugar)

100 m costas masculino
- Ernesto-José Degenhart
  - Eliminatórias — 1:05.63 (→ não avançou, 39º lugar)

200 m costas masculino
- Ernesto-José Degenhart
  - Eliminatórias — 2:24.08 (→ não avançou, 33º lugar)

100 m peito masculino
- Fernando Marroquin
  - Eliminatórias — 1:09.73 (→ não avançou, 44º lugar)

200 m peito masculino
- Fernando Marroquin
  - Eliminatórias — 2:35.21 (→ não avançou, 40º lugar)

100 m borboleta masculino
- Roberto Granados
  - Eliminatórias — 1:02.32 (→ não avançou, 44º lugar)

200 m borboleta masculino
- Roberto Granados
  - Eliminatórias — 2:13.79 (→ não avançou, 32º lugar)

200 m medley masculino
- Roberto Granados
  - Eliminatórias — 2:22.73 (→ não avançou, 38º lugar)

Revezamento 4x100 m livre masculino
- Rodrigo Leal, Fernando Marroquin, Roberto Granados, e Ernesto-José Degenhart
  - Eliminatórias dash; 3:52.18 (→ não avançou, 21º lugar)

Revezamento 4x100 m medley masculino
- Ernesto José Degenhart, Fernando Marroquin, Roberto Granados, e Rodrigo Leal
  - Eliminatórias — 4:16.94 (→ não avançou, 19º lugar)

100 m livre feminino
- Blanca Morales
  - Eliminatórias — 1:02.48 (→ não avançou, 37º lugar)

- Karen Slowing-Aceituno
  - Eliminatórias — 1:03.46 (→ não avançou, 41º lugar)

200 m livre feminino
- Karen Slowing-Aceituno
  - Eliminatórias — 2:14.39 (→ não avançou, 31º lugar)

- Blanca Morales
  - Eliminatórias — 2:14.79 (→ não avançou, 32º lugar)

400 m livre feminino
- Karen Slowing-Aceituno
  - Eliminatóriasdash; 4:36.87 (→ não avançou, 23º lugar)

800 m livre feminino
- Karen Slowing-Aceituno
  - Eliminatórias — 9:20.68 (→ não avançou, 19º lugar

200 m borboleta feminino
- Blanca Morales
  - Eliminatórias — 2:25.03 (→ não avançou, 28º lugar)

200 m medley feminino
- Blanca Morales
  - Eliminatórias — 2:38.16 (→ não avançou, 27º lugar)